# José Luis Abajo
José Luis Abajo Gómez (Madrid, 22 giugno 1978) è uno schermidore spagnolo, specializzato nella spada. Ha vinto una medaglia di bronzo nella scherma ai Giochi olimpici.

## Palmarès
- Olimpiadi:

Pechino 2008: bronzo nella spada individuale.
- Mondiali

Torino 2006: argento nella spada a squadre.
Antalia 2009: bronzo nella spada individuale.
- Europei

Funchal 2000: argento nella spada a squadre.
Strasburgo 2014: argento nella spada a squadre.
- Giochi del Mediterraneo

Almería 2005: bronzo nella spada individuale.